# York
För andra betydelser, se York (olika betydelser).
York är en stad och huvudort i kommunen City of York. Den ligger i North Yorkshire i riksdelen  norra England, i den centrala delen av landet, 280 km norr om huvudstaden London. York ligger 17 meter över havet och antalet invånare är 144 202.
York har genom historien ofta spelat en betydande roll i Storbritanniens historia. Den ligger där floden Foss möter floden Ouse. Staden har indirekt givit namn åt New York och York, Ontario.
Staden York grundades under romersk tid år 71 e.Kr som Eboracum (lånord av keltiska för Idegranställe). Senare var staden känd som Eoforwīc (”Jofurvik”, dvs ”vildgaltsviken” eller ”furstenviken”) medan nordborna kallade staden Jórvík (”Jorvik” eller ”hästviken”). Sedan omkring år 1000 har staden kallats York.

## Etymologi
När romarna skapade befästningen Eboracum baserade de namnet på vad det kallades lokalt. Namnet har roten Ebor, idegran på brittiska, som också var ett personnamn, och kan ha betytt idegransplats eller Ebors gård. När anglosaxarna vandrade in förstod de Ebor som Eofor, vildsvin på saxiska, och staden kallades Eoforwic, ungefär Vildsvinsplats. Vikingarna kom till området i mitten av 800-talet och påverkade det under närmare hundra år. Då förvandlades namnet till Jórvík och sedermera, möjligen runt 1000-talet, blev det York.

## Historia

### Järnåldern (71–866)
Staden grundades som romersk militärbas cirka 71 e.Kr. under namnet Eboracum. Kejsare Septimius Severus dog här 211, liksom kejsare Constantius I Chlorus 306. Den senares son, Konstantin den store blev här av trupperna utnämnd till kejsare. Han kom senare att bli den förste kejsaren som tillät kristendomen. Han var även den som flyttade huvudstaden från Rom till Konstantinopel (Istanbul).
Staden kristnades på 600-talet när kung Edwin av Northumbria konverterade till kristendomen. Staden blev då även säte för Yorks stift och en av Storbritanniens två ärkebiskopar, ärkebiskopen av York.

### Vikingatiden (866–1066)

Kungariket Jorvik som formar den södra delen av Northumbria, med resterande Danelagen till söder.

År 866 anföll en stor vikingflotta staden och tio år senare bosatte sig vikingar permanent i området. Staden och närliggande land blev därmed en lydstat (kungariket Jorvik) under den danska tronen, sedermera kallat Danelagen, och kom att styras av diverse olika kungar och krigsherrar under åren. Vikingaeran fortsatte till 954 då staden återtogs av anglosaxarna. Under tiden när vikingarna bodde där växte staden till sig, och den var vid det första millennieskiftet e.Kr. den näst största staden på de brittiska öarna.

### Medeltiden (1066–1485)
Staden nämndes i Domedagsboken (Domesday Book) år 1086, och kallades då Eboracum. I samband med normandernas erövring av England 1066 kom staden och dess omgivning att drabbas hårt som hämnd för att de 1069 gjorde uppror. 
Under beskydd av sheriffen kom en relativt betydande judisk bosättning att ske under 1100-talet. Den 16 mars 1190 kom de dock att massakreras genom att de jagades in i sheriffens träslott, som sedan tändes på.
Trots den tidiga medeltidens motgångar behöll York sin betydelse och var under 1200- och 1300-talet tidvis huvudstad. Då tillkom också katedralen York Minster.

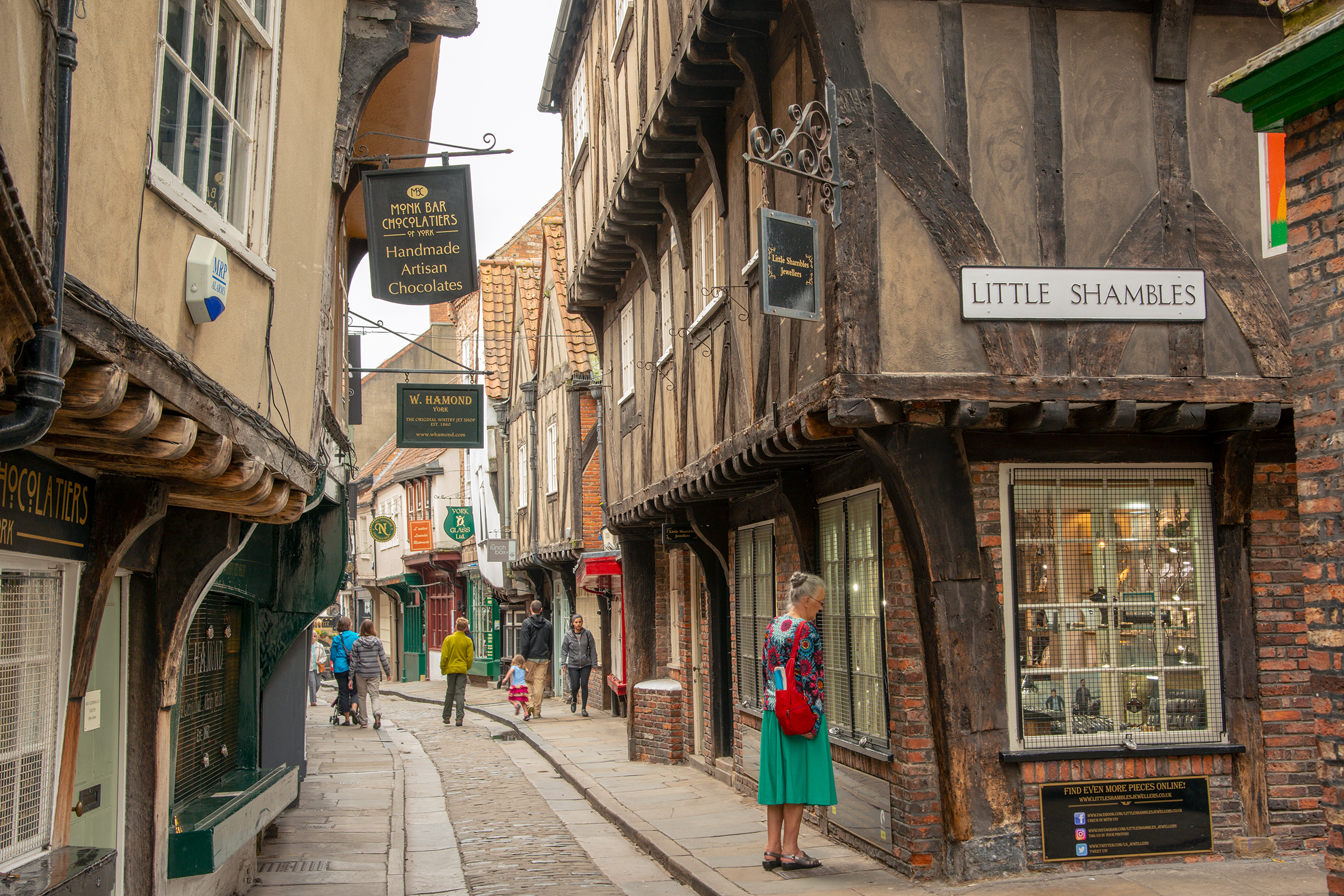
Gatan "The Shambles" i York.